# Красноводское плато
Красново́дское плато́, или Туркменбашинское плато (туркм. Türkmenbaşy tekiz belentligi) — пустынное плато в Туркменистане, расположенное, в основном, на Красноводском полуострове восточного побережья Каспийского моря, между заливом Туркменбашы и заливом Кара-Богаз-Гол.
Высота плато достигает в южной части 308 м. Плато сложено преимущественно известняками и мергелями с гипсом. Плоские возвышенности чередуются с широкими понижениями; распространены также останцы с относительной высотой до 40 м. На юге плато обрывается резким уступом Кюрянынкюре и осложнено поднятием Кувадаг. Преобладают ландшафты глинистой и каменистой пустыни. В растительности господствуют полынь и солянка. В северной части расположен массив песков с кустами черкеза и чёрного саксаула. На северо-востоке — солончаковые впадины.
На востоке плато понижается до 150 м, переходя в песчаный массив Чильмамедкум.